# Godric xứ Finchale
Thánh Godric của Finchale (1065-1170) là một ẩn sĩ, thương nhân và vị thánh nổi bật thời Trung Cổ, mặc dù ông không được tuyên thánh chính thức. Ông sinh ra Walpole, Norfolk và qua đời tại Đan viện Finchale tại Hạt Durham.

## Cuộc đời
II. Saintë Marië Cristes bur,
 Maidenës clenhad, moderës flur;
Dilie min sinnë, rix in min mod,

Bring me to winnë with the selfd God.
Hai bài hát đầu tiên của Thánh Goderic, một vài trong số những tác phẩm lâu đời nhất còn tồn tại với tiếng Anh Trung Cổ
Cuộc đời của Godric được ghi chép bởi một người đương thời mang tên Reginald của Durham. Một số cuốn tiểu sử về các vị thánh có đề cập đến Godric cũng còn tồn tại đến bây giờ. Theo những tài liệu này, Godric, người có xuất thân khiêm tốn như là con trai của Ailward và Edwenna, "đều có tài sản và vị thế nghèo nàn, nhưng lại giàu tính chính trực và tinh thần", là một người bán rong, sau đó là một thủy thủ và một doanh nhân, và cũng có thể là thuyền trưởng và chủ sở hữu của con thuyền đã từng vận chuyển Baldwin I của Jerusalem đến Jaffa vào năm 1102. Sau những năm lênh đênh trên biển, theo những gì được ghi nhận, Godric đã đến đảo Lindisfarne và gặp Cuthbert, đây không phải là một cuộc gặp gỡ trực tiếp bởi vì Cuthbert đã mất từ rất lâu và thi hài của ông được đưa vào Nhà thờ lớn Durham. Cuộc gặp gỡ này đã thay đổi hoàn toàn cuộc sống của Godric, và Godric đã cống hiến cuộc đời của mình cho Thiên Chúa giáo và phục vụ cho Chúa sau đó.
Sau nhiều cuộc hành hương xung quanh Địa Trung Hải, Godric trở lại Anh và sống với một nhà tu hành lớn tuổi tên Aelric trong 2 năm. Sau cái chết của Aelric, Godric tiến hành cuộc hành hương cuối cùng đến Jerusalem và sau đó trở lại quê hương sau khi ông thuyết phục Ranulf Flambard, Giám mục của Durham, ban cho ông một nơi để sống như một nhà tu hành ở Finchale, gần sông Wear. Ông đã từng phục vụ như một người trực cửa, chức vụ thấp nhất trong danh hiệu thứ, tai một nhà thờ bệnh viện gần Bệnh viên Kepier ở Durham. Theo những gì được ghi lại, Godric đã sống ở Finchale trong sáu năm cuối cuộc đời của mình, thỉnh thoảng gặp những người đến thăm được phê chuẩn bởi trưởng tu viện địa phương. Thời gian trôi qua, danh tiếng của ông tăng lên, và Thomas Becket và Giáo hoàng Alexander III đã tìm kiếm lời khuyên của Godric như một người đàn ông cao quý và khôn ngoan, theo ghi nhận.

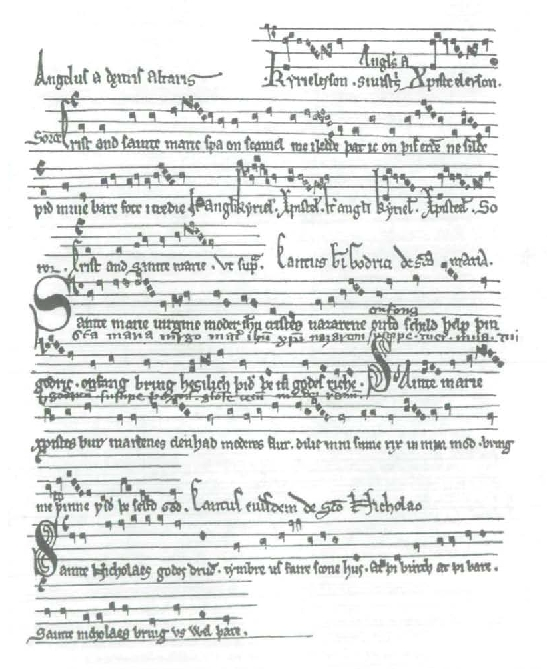
Bản ghi chép vào thế kỷ 13 cho bốn bài hát của Thánh Godric

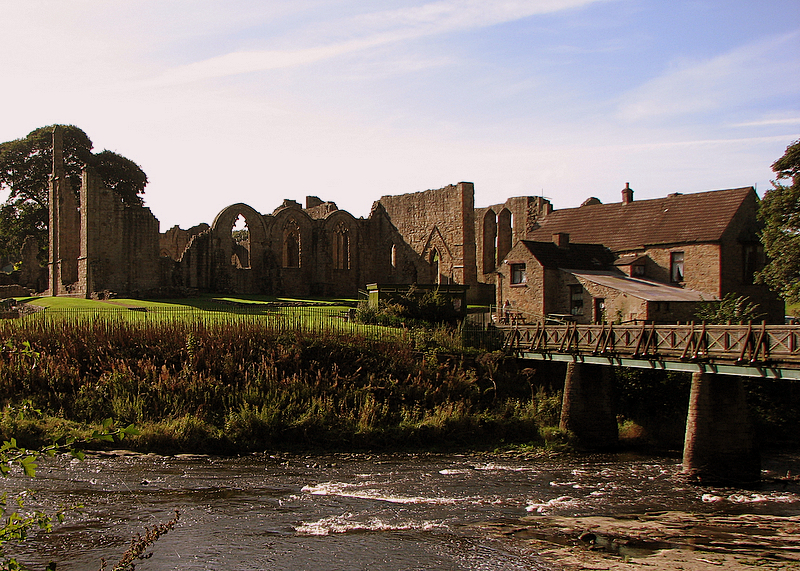
Tu viện Finchale bên sông Wear bên cạnh nơi sinh sống của Godric

Reginald đã ghi nhận những thuộc tính về cơ thể của Godric:
Ông ấy đầy khí lực và tích cực trong suy nghĩ, tay chân đầy đủ và thân thể khỏe mạnh. Ông có vóc người trung bình, vai rộng và ngực sâu, với khuôn mặt dài, đôi mắt xám trong và tinh, lông mày rậm rạp, trán rộng, lỗ mũi dài và mở, một chiếc mũi với đường cong duyên dáng và một chiếc cằm nhọn. Râu của ông cũng rậm rạp và dài hơn bình thường, miệng của ông có khuôn đẹp với đôi môi có độ dài trung bình; khi trẻ tóc ông ấy màu đen, khi đã có tuổi thi trắng như tuyết; cổ của ông ngắn và dài, được tạo mẩu với những vân và gân; chân của ông trông hơi là mỏng manh, mu bàn chân cao, đầu gối cứng cáp và chai sạn vì quỳ thường xuyên; da của ông thô rạp hơn bình thường, đến khi có tuổi thì lại mềm mại.

Godric có lẽ được nhớ đến nhiều nhất bởi sự tử tế đối với những con vật, và nhiều câu chuyện đã ghi lại rằng ông đã bảo vệ những con vật sống gần rừng của ông. Theo một trong những câu chuyện đó, ông đã che giấu một con hươu từ những người thợ săn đang săn lùng nó; theo một câu chuyện khác, ông đã để một con rắn sưởi ấm.
Reginald xứ Durham đã ghi lại 4 bài hát của Godric, đây là những bài hát cổ nhất bằng tiếng Anh vẫn còn tồn tại cho đến bây giờ. Reginald đã miểu tả hoàn cảnh Godric sáng tác ra bài hát thứ nhất trong 4 bài hát đó. Trong một thoáng, Đức Mẹ Mary xuất hiện trước mặt Godric, hai bên là "hai trinh nữ với vẻ đẹp vượt trội trong những bộ quần áo trắng sáng ngời". Họ cam kết đến để giúp đỡ Godric nếu như ông cần, Đức Mẹ đã dạy cho Godric một bài hát an ủi để vượt qua nỗi đau buồn của sự cám dỗ (Saintë Marië Virginë)
Cuốn tiểu thuyết Godric (1981) của Frederick Buechner là một tác phẩm, kể về cuộc đời và những chuyến đi của Godric. Tác phảm đã chiến thắng Giải Pulitzer.

## Thư viện
- Reginald of Durham, "Life of St. Godric", in G. G. Coulton, ed. Social Life in Britain from the Conquest to the Reformation (p. 415) Cambridge: Cambridge University Press, 1918. – digital copy
- Frederick Buechner, Godric, 1981, ISBN 0-06-061162-6, a historical novel.
- Entry for "Godric", first edition of the Dictionary of National Biography.
- Victoria M. Tudor, "Reginald of Durham and St. Godric of Finchale: a study of a twelfth-century hagiographer and his subject", Reading PhD thesis, 1979.
- Victoria M. Tudor, "Reginald of Durham and Saint Godric of Finchale: learning and religion on a personal level", Studies in Church History, 17, 1981.
- Susan J. Ridyard, "Functions of a Twelfth-Century Recluse Revisited: The Case of Godric of Finchale", in Belief and Culture in the Middle Ages: Studies Presented to Henry Mayr-Harting. Eds. Henry Mayr-Harting, Henrietta Leyser and Richard Gameson (Oxford, OUP, 2001), pp.
- Francis Rice, rector of St Godrics "The Hermit of Finchdale: Life of Saint Godric" Pentland Press ISBN 1-85821-151-4
- Trend, J. B. (1928), “The First English Songs”, Music & Letters, 2: 111–128, JSTOR 726705
- Deeming, Helen (2005), “The Songs of St Godric: A Neglected Context”, Music & Letters, 86: 169–185, doi:10.1093/ml/gci031
- Rollason, David; Harvey, Margaret; Prestwich, Michael biên tập (1998), Anglo-Norman Durham, 1093–1193, Boydell & Brewer, ISBN 0-85115-654-1